# 岸本良輔
もしかして
- 岸元良輔

ではありませんか？